# Cheilolejeunea longiflora
Cheilolejeunea longiflora là một loài Rêu trong họ Lejeuneaceae. Loài này được (Taylor) R.M. Schust. mô tả khoa học đầu tiên năm 1980.